# Keangnam Hanoi Landmark Tower
Der Keangnam Hanoi Landmark Tower ist ein Wolkenkratzer, der sich in der vietnamesischen Hauptstadt Hanoi befindet. Mit 336 Metern Höhe war es das höchste Gebäude Vietnams, bis es 2018 vom Landmark 81 abgelöst wurde.
Der Grundstein wurde im Jahr 2008 gelegt und seine Endhöhe erreichte er im Mai 2011. Im Herbst 2012 wurden die Bauarbeiten vollständig beendet und das Bauwerk zur Benutzung freigegeben.
Das Bauwerk mit rechteckigem Grundriss hat 72 Stockwerke (70 oberirdische und zwei Untergeschosse), die nach der Eröffnung unterschiedlich genutzt werden: Im unteren Bereich erstrecken sich Büros, in der Mitte gibt es 300 Wohnapartments, darüber befinden sich 383 Hoteleinheiten.
Der Bau des Gebäudes wurde von dem Unternehmen Keangnam Enterprise in Auftrag gegeben.